# Don Sutton
Donald Howard Sutton (Clio, 2 aprile 1945 – Rancho Mirage, 18 gennaio 2021) è stato un giocatore di baseball statunitense che ha giocato nel ruolo di lanciatore nella Major League Baseball (MLB). È stato introdotto nella National Baseball Hall of Fame nel 1998.

## Carriera
Sutton debuttò nella MLB con i Los Angeles Dodgers il 14 aprile 1966. In quella squadra era il quarto partente di una rotazione che includeva Sandy Koufax, Don Drysdale e Claude Osteen. Quell'anno terminò con 209 strikeout, il massimo per un rookie dal 1911.
Sutton fu convocato quattro volte per l'All-Star Game negli anni settanta. Nel 1974 i Dodgers raggiunsero i playoff dopo avere vinto 102 partite. Lì batterono i Pittsburgh Pirates e Sutton vinse due delle tre partite della squadra. Nelle World Series 1974 furono sconfitti per quattro gare a una, con Sutton che colse l'unica vittoria per i suoi. Nel 1976, Sutton ebbe la sua migliore stagione da professionista, finendo con un record di 21-10. Vinse una gara completa nei playoff 1977, seguita da un record di 1-0 nelle World Series di quell'anno, perse contro i New York Yankees.
Nel 1978 Sutton ebbe un record di 15-11 nella stagione regolare ma faticò nei playoff, con i Dodgers che persero ancora le World Series contro New York. In 17 inning di playoff quell'anno, Sutton concesse 17 punti. Los Angeles lo rese free agent nel 1980, chiudendo la prima esperienza con la squadra come suo primatista di tutti i tempi per vittorie. In seguito giocò per gli Houston Astros (1981-1982), i Milwaukee Brewers (1982-1984), gli Oakland Athletics (1985) e i California Angels. Con questi ultimi nel 1986 colse la sua 300ª vittoria in una gara completa contro i Texas Rangers. La sua carriera si chiuse facendo ritorno ai Dodgers per un'ultima stagione nel 1988.

## Palmarès
- MLB All-Star: 4

1972, 1973, 1975, 1977
- MVP dell'All-Star Game: 1

1977
- Leader della MLB in media PGL: 1

1980
- Club delle 300 vittorie
- Numero 20 ritirato dai Los Angeles Dodgers